# Natalie du Toit
Natalie du Toit (Città del Capo, 29 gennaio 1984) è una nuotatrice sudafricana.
È conosciuta per essersi qualificata alle Olimpiadi del 2008 a Pechino, per le medaglie d'oro vinte ai Giochi paralimpici del 2004 e del 2008, così come per le brillanti prestazioni ai Giochi del Commonwealth.

## Biografia
Natalie du Toit fece la prima gara internazionale all'età di 14 anni, quando ha preso parte ai Giochi del Commonwealth del 1998 a Kuala Lumpur. Nel febbraio 2001, dopo essere stata colpita da un'automobile mentre guidava il suo scooter, le è stata amputata la gamba sinistra sopra al ginocchio. Nel corso dei Giochi del Commonwealth del 2002 di Manchester, la Du Toit, che allora aveva 18 anni, ha vinto sia la medaglia d'oro nei 50 m stile libero che nei 100 m stile libero a tempo di record.
Nel 2003, gareggiando contro nuotatori senza alcune disabilità, la Du Toit ha vinto l'oro negli 800 metri stile libero ai Giochi panafricani come pure d'argento negli 800 metri stile libero e bronzo nei 400 metri stile libero agli Afro-Asian Games.
Nel 2004 si è qualificata per le Paralimpiadi di Atene del 2004, dove ha vinto un argento e cinque medaglie d'oro. Ai XVIII Giochi del Commonwealth del 2006 ha ribadito la sua precedente prestazione vincendo gli stessi due ori, come aveva vinto a Manchester. Nel 2006 la Du Toit ha vinto sei medaglie d'oro in occasione dei Campionati Mondiali di Nuoto IPC.
Il 3 maggio 2008, si è qualificata per Paralimpiadi di Pechino del 2008, tornando a casa con 5 medaglie d'oro.
Dopo George Eyser è stata la prima amputata a qualificarsi per le Olimpiadi del 2008 a Pechino, dove, il 20 agosto 2008, ha ottenuto il sedicesimo posto in 2h 0min 49s nella gara di 10 km in acque aperte con, alla partenza, 25 nuotatrici normodotate.
Nel 2009 ha partecipato ai Mondiali di nuoto, gareggiando nella 5 km e nella 10 km in acque libere.

## Palmarès
- Paraolimpiadi

Atene 2004: oro nei 50m sl S9, nei 100m sl S9, nei 400m sl S9, nei 100m farfalla S9 e nei 200m misti SM9.
Pechino 2008: oro nei 50m sl S9, nei 100m sl S9, nei 400m sl S9, nei 100m farfalla S9 e nei 200m misti SM9.
- Giochi del Commonwealth

Manchester 2002: oro nei 50m sl e 100m sl EAD.
Melbourne 2006: oro nei 50m sl e 100m sl EAD.
Delhi 2010: oro nei 50m sl, 100m sl e nei 100m farfalla S9.
- Giochi panafricani

Johannesburg 1999: argento nei 200m farfalla e nei 400m misti.
Abuja 2003: oro negli 800m sl.
Algeri 2007: oro nei 1500m sl e nella 4x200m sl.
- Campionati africani

Dakar 2006: argento nei 400m sl, bronzo negli 800m sl e nei 1500m sl.
Johannesburg 2008: oro nella 5km.

## Riconoscimenti
- Nuotatrice paralimpica dell'anno: 2008